# Вениамин (Пушкарь)
Митрополи́т Вениами́н (в миру Бори́с Никола́евич Пушка́рь; 8 ноября 1938, Хороль, Приморский край) — архиерей Русской православной церкви на покое; бывший митрополит Владивостокский и Приморский, глава Приморской митрополии; член Межсоборного присутствия Русской православной церкви. Почётный гражданин Владивостока (2005).

## Биография
Родился в селе Хороль Приморского края, в семье рабочего. Мать и бабушка были глубоко верующими людьми, однако из-за отсутствия поблизости храма был крещён только в 7 лет.
Отец участвовал в Великой Отечественной войне. С 1947 года жил с семьёй во Владивостоке, в 1957 году окончил среднюю школу. Не призывался в армию по болезни. Работал рабочим на Дальзаводе, служил пономарём в единственном в то время храме во Владивостоке в районе Первой Речки.
По благословению настоятеля прихода в 1959 году поступил в Московскую духовную семинарию, которую окончил в 1963 году. Затем в 1967 году окончил Московскую духовную академию, защитив кандидатскую диссертацию на тему: «Доказательство бытия Божия и бессмертия души в философской системе Э. Канта и анализ их на основании христианского мировоззрения». Оставлен при академии профессорским стипендиатом. С 1967 года — преподаватель Библейской истории, читал лекции по основному богословию и логике. С 1976 года — доцент МДА.
После паломничества в 1988 году на Святую Землю ректором МДА архиепископом Александром (Тимофеевым) рукоположён во диакона, а затем — во иерея. В 1992 году возведён в сан протоиерея.
12 августа 1992 года на решением Священного синода РПЦ определён быть епископом Владивостокским и Приморским. 13 сентября пострижен в монашество с именем Вениамин в честь священномученика Вениамина, митрополита Петроградского и Гдовского. 20 сентября возведён в сан архимандрита.
21 сентября того же года в Богоявленском кафедральном соборе в Москве хиротонисан во епископа Владивостокского и Приморского. Хиротонию совершили: Патриарх Московский и всея Руси Алексий II, митрополиты Крутицкий и Коломенский Ювеналий (Поярков), митрополит Волоколамский и Юрьевский Питирим (Нечаев), архиепископ Солнечногорский Сергий (Фомин), епископ Истринский Арсений (Епифанов), епископ Дмитровский Филарет (Карагодин), епископ Подольский Виктор (Пьянков).
24 октября прибыл в епархию, которая на тот момент пребывала в разрухе. За три года подготовил учебную базу и в 1995 году открыл и возглавил Владивостокское духовное училище.
В 1996 году епархия заключила соглашение о взаимодействии в вопросе духовно-нравственного воспитания военнослужащих с командующим Тихоокеанского флота. В феврале 1997 года участвовал в качестве члена экипажа в походе ракетного крейсера «Варяг» в Республику Корея. В июне 1997 года на борту большого противолодочного корабля «Адмирал Виноградов» совершил визит в Токио, Япония. С 11 по 15 сентября 2001 года на борту большого противолодочного корабля «Адмирал Трибуц» под флагом начальника штаба Тихоокеанского флота вице-адмирала Виктора Фёдорова совершил визит в Сасебо, Япония. В октябре 2002 год а на борту ракетного крейсера «Варяг» совершил визит в Йокосука, Япония

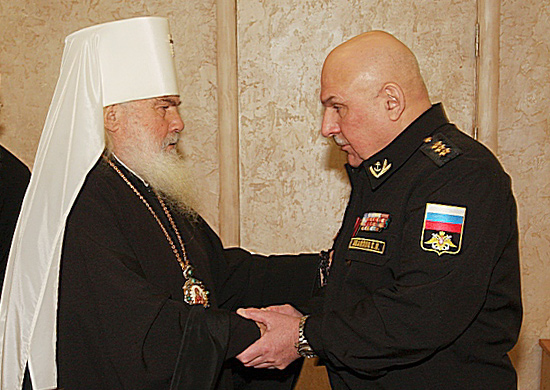
С командующим Тихоокеанским флотом адмиралом Сергеем Авакянцом.
30 ноября 2015 года

В феврале 2004 год а в память 100-летия подвига русских моряков бронепалубного крейсера «Варяг» и защитников Порт-Артура 1904—1905 годов на борту ракетного крейсера «Варяг» под флагом командующего Тихоокеанским флотом адмирала Виктора Фёдорова совершил визит в Инчхон, Республика Корея, где принял участие в церемонии открытия памятника русским военным морякам, павшим в сражениях Русско-японской войны.
25 февраля 2003 года был возведён в сан архиепископа.
С 27 июля 2009 года — член Межсоборного присутствия Русской православной церкви.
6 октября 2011 года назначен главой новообразованной Приморской митрополии, в связи с чем 8 октября возведён в сан митрополита.
27 декабря 2011 года утверждён в должности настоятеля (священноархимандрита) Свято-Троицкого Николаевского мужского монастыря посёлка Горные Ключи Приморского края..
В 2013 году, в связи с достижением 75-летия, подал прошение о почислении на покой. Священный синод на заседании 25—26 декабря 2013 года благословил ему продолжить управление Владивостокской епархией, выразив благодарность за труды по окормлению православной паствы Приморского края.
28 декабря 2018 года решением Священного синода был почислен на покой с выражением благодарности «за многолетнее архипастырское служение во Владивостокской епархии, которое отмечено многократным увеличением числа приходов и духовенства, неустанной заботой о храмах и монастырях, установлением доброжелательного диалога с местными властями и общественными объединениями». Местом его пребывания был определён город Владивосток с материальным содержанием от Владивостокского епархиального управления.

## Публикации
статьи
- Окончание учебного года в Духовных школах. Московская Духовная академия // Журнал Московской Патриархии. 1968. — № 8. — С. 17-18.
- Начало учебного года в Московских духовных школах // Журнал Московской Патриархии. 1972. — № 10. — С. 33.
- Епископ Евсевий (Никольский), первый правящий архиерей Владивостокско-Камчатской епархии // Духовная жизнь Дальнего Востока России: материалы региональной научно-практической конференции, посвященной 2000-летию Христианства. Хабаровск, 24 — 26 октября 2000 г. / Государственный архив Хабаровского края. — Хабаровск : Частная коллекция, 2000. — 320 с. — С .183 — 186
- С любовью к Церкви и Родине // Русская Церковь на рубеже веков. Юбилейный Архиерейский Собор Московской Патриархии: документы и материалы, комментарии прессы, богословский анализ, общественный резонанс / ред. Е. И. Душенова. — СПб. : Царское дело, 2001. — 320 с. — С. 163—165
- Изволися бо Святому Духу и нам… (Катехизис православной соборности) // Русская Церковь на рубеже веков. Юбилейный Архиерейский Собор Московской Патриархии: документы и материалы, комментарии прессы, богословский анализ, общественный резонанс / ред. Е. И. Душенова. — СПб. : Царское дело, 2001. — 320 с. — С .308 — 317
- Под крестом и Андреевским флагом. Беседа с епископом Владивостокским и Приморским Вениамином / интервью — вопросы: Иннокентий (Ерохин), иеромонах, интервью — ответы: Вениамин, епископ Владивостокский и Приморский // Журнал Московской Патриархии. М., 2002. — № 2. — C. 47-50.
- Приветственное слово // Приморские образовательные чтения памяти святых Кирилла и Мефодия: сборник тезисов и докладов. Выпуск 4. Владивосток, 17 — 21 мая 2004 г. / ред. свящ. Ростилав Мороз [и др.]. — Владивосток : Издательство Дальневосточного университета, 2005. — 232 с. — С. 3—5
- Приветственное слово // VI Приморские образовательные чтения памяти святых Кирилла и Мефодия: материалы Всероссийской научно-практической конференции. Владивосток, 15 — 19 мая 2006 г. / ред. В. Г. Дроздов. — Владивосток : Издательство Дальневосточного университета, 2007. — 316 с. — С .3
- Приветственное слово // VII Приморские образовательные чтения памяти святых Кирилла и Мефодия: материалы Всероссийской научно-практической конференции; Владивосток, 14 — 18 мая 2007 г. — Владивосток : Издательство Дальневосточного университета, 2007. — 328 с. — С. 3—4
- Приветствие архиепископа Владивостокского и Приморского Вениамина, ректора Владивостокского духовного училища // Путь апостольского служения святителя Иннокентия (Вениаминова): материалы научно-практической конференции, Хабаровск, 30 мая — 1 июня 2007 г / ред. игум. Петр (Еремеев). — Хабаровск : Хабаровская духовная семинария, 2007. — 160 с. — С. 21—23.
- Приветственное слово Его Высокопреосвященства архиепископа Владивостокского и Приморского Вениамина // VIII Дальневосточные образовательные чтения, посвященные памяти святых Кирилла и Мефодия. Ч. 2. Работа по направлениям : Владивосток, 12 — 16 мая 2008 г. — Владивосток : Издательство Дальневосточного университета, 2009. — 152 с. — С. 3—4.
- Монах всей душой // Мы все были у него в сердце: воспоминания об архимандрите Кирилле (Павлове) : [посвящается 100-летию со дня рождения]. — Сергиев Посад: Свято-Троицкая Сергиева лавра, 2019. — C. 25-27.

книги
- Священная библейская история. Новый Завет: учебное пособие для 1-го класса. — М. : [б. и.], 1988. — 362 с.
- Священная Библейская история. Часть I. Ветхий Завет. — Чебоксары : [б. и.], 1996. — 384 с.
  - Священная Библейская история. Часть первая. Ветхий Завет. Часть вторая. Новый Завет. — 4-е изд., испр. и доп. — СПб. ; Владивосток : [б. и.], 2004. — 736 с. — ISBN 5-7444-1167-4
  - Священная Библейская история. Часть первая. Ветхий Завет. Часть вторая. Новый Завет. — 6-е изд. — СПб. ; Владивосток : Владивостокская и Приморская епархия Русской Православной Церкви, 2006. — 736 с. — ISBN 5-74441167-4
- Священная библейская история / архиеп. Вениамин (Пушкарь). — [7-е изд.]. — Санкт-Петербург ; Владивосток, 2008. — 734 с. — ISBN 5-7444-1167-4
- Священная библейская история. — Москва : Изд-во Сретенского монастыря, 2017. — 783 с. — ISBN 978-5-7533-1353-9 — 5000 экз.

## Награды

### Светские
- Орден «За заслуги перед Отечеством» IV степени (21 января 2009 года) — за большой вклад в развитие духовной культуры и укрепление дружбы между народами[11][12]
- Орден Дружбы (28 декабря 2000 года) — за большой вклад в укрепление гражданского мира и возрождение духовно-нравственных традиций[13]
- Звание «Почётный гражданин города Владивостока» (2005 год)[14]
- Почётный знак «Почётный гражданин Приморского края» (2018 год)[15]

### Церковные
- Орден святого благоверного князя Даниила Московского II степени (1998 год)
- Орден преподобного Сергия Радонежского II степени (2002 год)
- Орден святого преподобного Серафима Саровского II степени (2007 год)[16]
- Памятная панагия (2012)[17]
- Орден преподобного Сергия Радонежского I степени (2013 год)[18]
- Синодальный орден Курской-Коренной иконы Божией Матери II степени (2012)[19]